# Maria de Jesus Sarmento

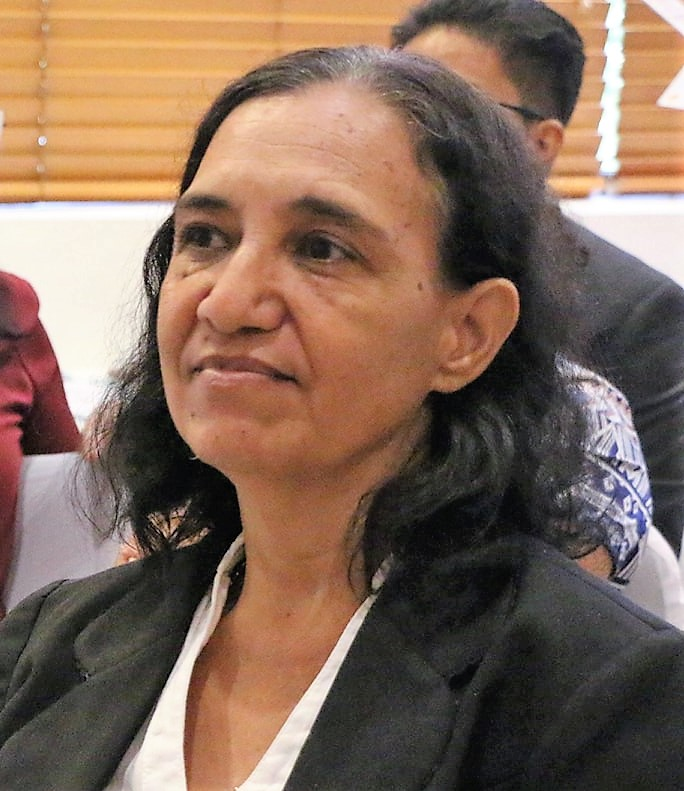
Maria de Jesus Sarmento (2020).

Maria de Jesus Sarmento (* 4. Januar 1964) ist eine osttimoresische Beamtin.

## Werdegang
Während der indonesischen Besatzungszeit war Sarmento zwischen April 1982 und August 1999 Abteilungsleiterin im Standesamt.
1998 erhielt sie einen Abschluss in Sozial- und Politikwissenschaften an der Universitas Timor Timur (UNTIM), der heutigen Universidade Nasionál Timór Lorosa’e (UNTL). Nach dem Abzug der Indonesier 1999 begann Sarmento ihre berufliche Laufbahn als Beamtin am 28. Juni 2001 als Professional Technician Grade C in der Nationalen Finanzdirektion des Finanzministeriums, wo sie bis 2009 verschiedene Funktionen in unterschiedlichen Sektionen und Abteilungen übernahm, unter anderem als Verantwortliche für die Überwachung der Mittelverwendung und der Abwicklung der Zahlungen, Überwachung der Verwendung der den Distrikten zugewiesenen Mittel; Verwaltung der Auszahlung von Mittelübertragungen an Distrikte und Botschaften und Überwachung der Ausgaben in verschiedenen staatlichen Stellen im Zusammenhang mit den zugewiesenen Haushaltsmitteln. Zwischen 2009 und 2010 war Sarmento im Büro des Premierministers als leitende Angestellte in der Nationaldirektion für Personalpolitik und -praxis im Sekretariat für die Einrichtung der Comissão da Função Pública (CFP) tätig und von 2010 bis 2012 als Nationaldirektorin für Planung und Verwaltung des öffentlichen Dienstes im Sekretariat der CFP. Von 2012 bis 2020 arbeitete Sarmento als Exekutivsekretärin des Sekretariats und Generaldirektorin der CFP.
Am 28. Mai 2020 wurde Sarmento von Premierminister Taur Matan Ruak zur Kommissarin der CFP ernannt. Das Amt hatte sie bis zum 23. November 2023 inne.